# 北京市西城区育民小学
北京市西城区育民小学，是位於北京市西城区复兴门真武庙头条8号的一所小學。现为北京市的重点小学。

## 校舍与设施

### 育民小学校区

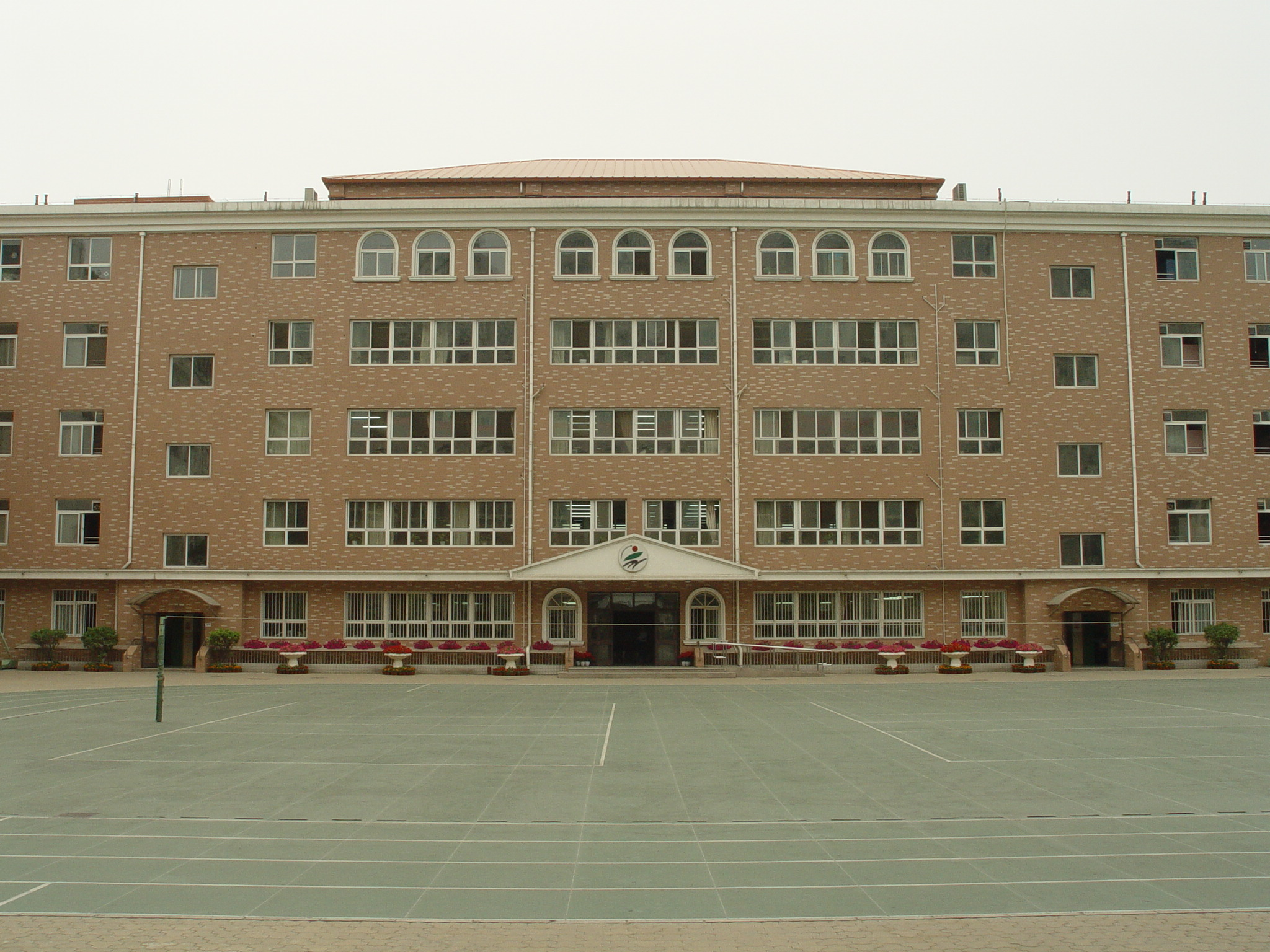
育民小学南楼

育民小学校区包括三座教学楼。
南楼地上五层，地下两层，包括教室、图书馆、教师办公室、校长室等。
北楼地上三层（后扩建为四层）地下一层，包括教室、教务处、卫生室等。

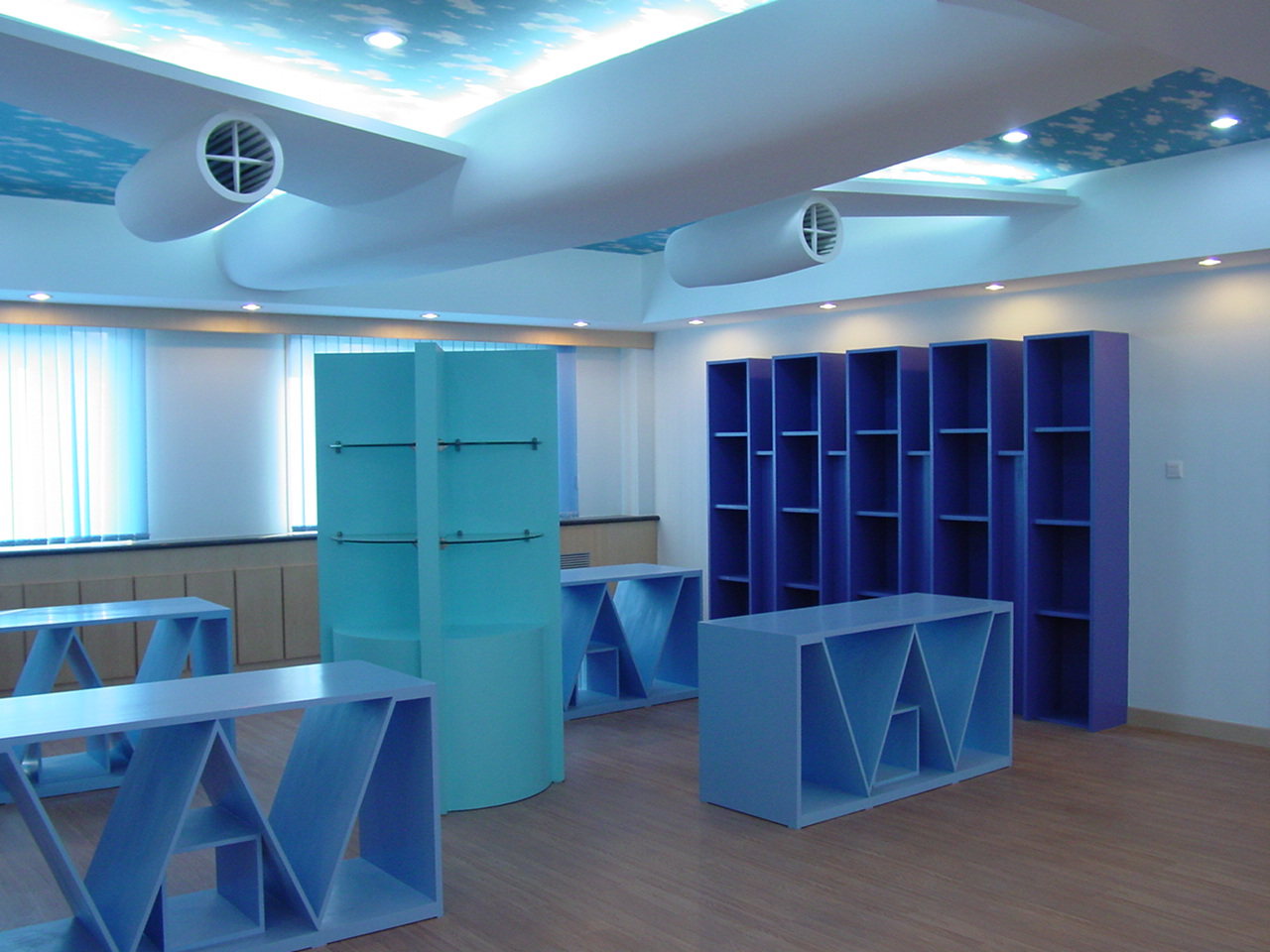
航模教室

东楼地上六层，包括教师食堂、心理活动室等。

### 育民小学分校校区
育民小学分校校区包括一栋教学楼，该校区曾作为育民小学分校，但由于育民小学分校的取消，该校区被废弃，在2013年重新修建，2014年初重建完成，2014年9月正式使用。

### 青龙桥小学校区
育民小学与青龙桥小学合并后，青龙桥小学校舍归育民小学管理。

## 标志

### 校徽
校徽整体形象由旭日、幼苗、沃土三部分组成，象征着朝气蓬勃、健康向上的师生形象。她寓意着“老师的心象旭日，千万个学生如稚嫩的幼苗，在育民的沃土上茁壮成长”。

### 校服

#### 老校服
老款校服分为冬季长裤，夏季短裤，冬季外套和夏季短袖。
1. 冬季长裤：长裤为运动裤，整体颜色为白色。
2. 夏季短裤：短裤为运动裤，整体颜色为深蓝色。
3. 冬季外套：外套为运动服，颜色为红白相间。
4. 夏季短袖：短袖为运动服。颜色为白色，正面印有“育民小学”四字。

#### 新校服
新款校服从2014年起使用，新旧校服同时使用。新款校服由棕色格子布和白色组成。学校要求入学新生务必订购新款校服。

### 校名
学校的校名“育民小学”是赵朴初题写，校名可以在各个校区个大校门外看到。

### 校训
勤奋、文明、活泼、健美“是育民小学的校训，校训可以在东楼楼外的雕刻墙上看到。

## 活动

### 快乐节
快乐节每两年举办一届（2008年前为每四年举办一届），第一届在2002年举办。
最新的第五届快乐节在2013年4月28日在北京市五棵松篮球馆举办。

### 体育节（运动会）
2014年前运动会每四年举办一届。
最新的一届第八届体育节在2015年10月15日在鸟巢举办。

### 科技节
科技节在学校内举办，为期一个月。

## 校长
校长翟京华是全国著名特级教师，国家教材审查委员，被评为全国教育系统劳动模范。